# Lyra (bollspel)
Att ta lyra innebär att man tar emot en boll genom att fånga den direkt med en eller båda händerna innan den studsat efter att ha kastats/spelats av annan spelare. Termen används bland annat i brännboll, spökboll och killerball.
En lyra kan även vara en boll som spelats på ett sådant sätt att den skulle ha varit lämplig att fånga genom att ta lyra om man försökt, det vill säga i en hög, lång och starkt krökt kastbana. Termen används bland annat i bandy.